# تأمين (فلم)
تأمين (بالإنجليزية: Lockout) هو فيلم حركة أُصدر في فرنسا سنة 2012. الفيلم من إخراج ستيفين سان ليجي وجيمس ماذر، بطولة غاي بيرس، ماجي غرايس، بيتر ستورمار وفنسنت ريغان.

## طاقم التمثيل
- غاي بيرس
- ماجي غرايس
- بيتر ستورمار
- فنسنت ريغان
- يني جيمس

## القصة
تدورأحداث الفيلم حول رجل قد أدين بخطأ التآمر ضد الولايات المتحدة الأمريكية وتم إطلاق سراحه من أجل إنقاذ ابنة الرئيس من سجن الفضاء الخارجي بعد أن تم الإستيلاء عليها من قبل سجناء خطيرين

## الميزانية والإيرادات
بلغت تكلفة إنتاج الفيلم حوالي 20 مليون دولار بينما حقق أرباحاً تقدر بـ 32,204,030 دولار.

## وصلات خارجية
- الموقع الرسمي
- مقالات تستعمل روابط فنية بلا صلة مع ويكي بيانات